# Bazzania deciduifolia
Bazzania deciduifolia là một loài Rêu trong họ Lepidoziaceae. Loài này được Onr. mô tả khoa học đầu tiên năm 1977.